# Rajarsi Janakananda
Rajarsi Janakananda, nato col nome di James Jesse Lynn (Richland Parish, 5 maggio 1892 – Borrego Springs, 20 febbraio 1955), è stato un imprenditore, economista e filantropo statunitense, principale discepolo dello yogi Paramhansa Yogananda, oltre che importante uomo d'affari nell'area di Kansas City.

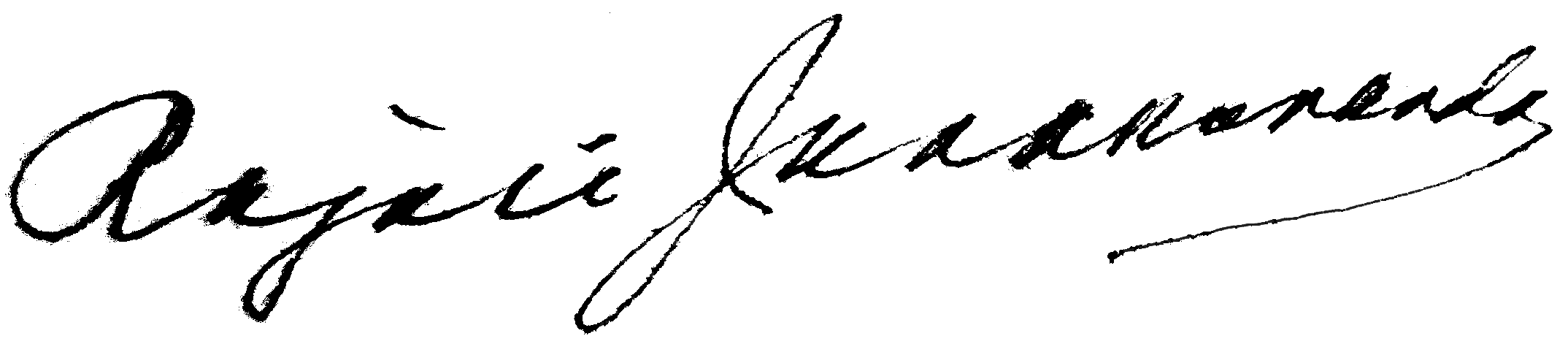
Firma di Rajarsi Janakananda

Dopo essere diventato un milionario di successo, ebbe modo di incontrare Yogananda nel 1932, alla cui organizzazione, la Self-Realization Fellowship (SRF), avrebbe in seguito lasciato una dotazione totale di circa sei milioni di dollari, contribuendo a garantirne il sostentamento a lungo termine. Janakananda fu scelto inoltre da Yogananda come suo successore alla presidenza della stessa SRF, carica che ricoprì dal 1952 fino alla morte nel 1955.

## Biografia
James Jesse Lynn nacque in condizioni di relativa povertà nei pressi di Archibald, in Louisiana, negli Stati Uniti meridionali, da Jesse William Lynn, un contadino itinerante, e Salethia Jane Archibald. Trascorse la prima infanzia aiutando la famiglia a raccogliere cotone, mungere mucche da latte, zangolare il burro e svolgere altre faccende domestiche. Nel frattempo frequentava una piccola scuola da cui ricevette un'educazione di base.

### La carriera imprenditoriale
All'età di quattordici anni Lynn abbandonò la scuola per iniziare a lavorare per la Missouri Pacific Railroad, come semplice manovale e con una paga modesta. Continuò a svolgere mansioni per le ferrovie per alcuni anni, passando rapidamente alla posizione di impiegato e poi a quella di direttore a Kansas City, nel Missouri. Qui prese anche a frequentare delle lezioni serali per completare gli studi di scuola superiore, oltre a corsi di ragioneria e diritto.
A 21 anni cominciò a lavorare presso la divisione contabile della Bell Telephone e, prima ancora di laurearsi in giurisprudenza, venne ammesso nell'associazione degli avvocati del Missouri. Nel 1913 si sposò con Freda Josephine Prill, conosciuta a Kansas City. All'età di 24 anni Lynn superò l'esame di ragioniere pubblico, ottenendo il punteggio più alto di sempre nel Missouri.
Poco dopo iniziò a lavorare per la più grande compagnia di assicurazioni del paese, la U.S. Epperson, facendo rapidamente carriera. All'età di 30 anni Lynn contrasse un prestito significativo, sebbene rischioso, per acquistare la Epperson Underwriting Company statunitense. Quel passo lo lanciò in una carriera imprenditoriale di successo che comprendeva sottoscrizioni di assicurazioni, proprietà di frutteti e pozzi petroliferi, grandi investimenti nel settore ferroviario. Si avviava così a diventare un importante uomo d'affari nella zona di Kansas City alla guida di vaste industrie petrolifere, e presidente di una fra le più notevoli borse di assicurazione contro gli incendi.

### L'incontro con Yogananda
Nonostante il successo economico, Lynn si sentì spinto da una profonda insoddisfazione interiore a frequentare, a partire dal gennaio 1932, le lezioni tenute da Paramahansa Yogananda, uno yogi indiano giunto in America per insegnarvi i principi dello yoga integrandoli coi precetti del cristianesimo. Lynn commenterà:
(Rajarsi Janakananda, cit. riportata in Durga Mata, A Paramhansa Yogananda Trilogy of Divine Love, pag. 84, J. Wight Publications, 1993)
Lynn conobbe quindi privatamente Yogananda a Kansas City, in quei giorni di lezione, e poco tempo dopo fu iniziato da lui stesso al Kriyā Yoga come suo discepolo. A causa delle possibili dicerie che un'amicizia con un insegnante indù avrebbe provocato, Lynn e Yogananda decisero di non rendere nota la loro relazione al pubblico.

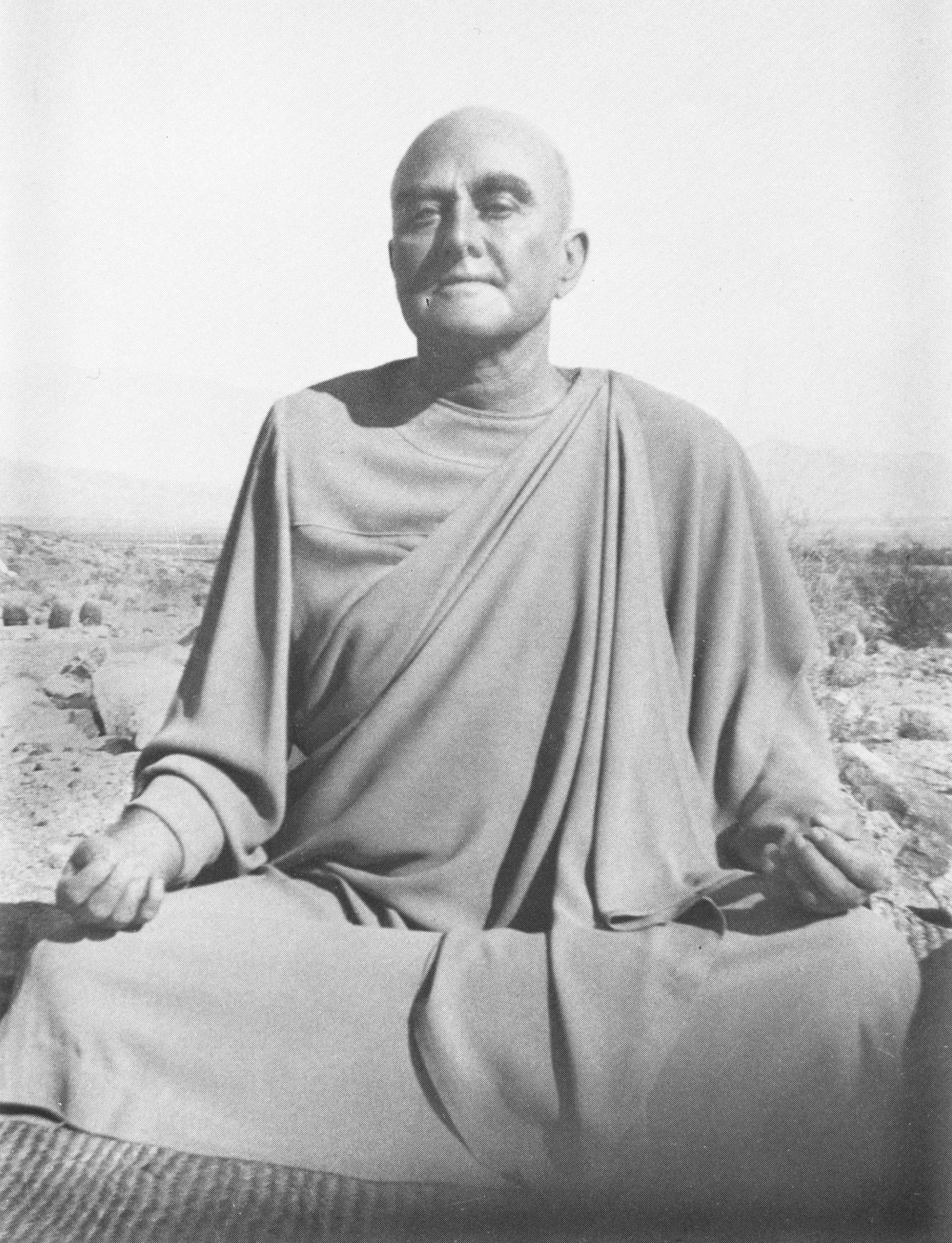
Rajarsi Janakananda in meditazione.

Per i successivi vent'anni Lynn si recò spesso dal suo maestro di yoga nella residenza principale della SRF a Los Angeles o nella sua dimora a Encinitas, in California. I due trascorrevano molte ore insieme, meditando e parlando di questioni spirituali.
Lynn descrisse così la sua amicizia con Yogananda:
(Rajarsi Janakananda)
Nel suo libro Autobiografia di uno Yogi, Yogananda menziona James J. Lynn mostrandone una foto con la seguente didascalia: «Nel gennaio 1937, dopo aver praticato il kriya yoga ogni giorno per cinque anni, il signor Lynn ha ricevuto su una spiaggia isolata a Encinitas, in California, nella condizione del Samādhi la beatifica visione di Dio: il Signore infinito con la sua gloria immensa. Nonostante svolgesse con diligenza i propri doveri mondani, il signor Lynn trovava ogni giorno il tempo per meditare profondamente su Dio. L'uomo d'affari di successo divenne un kriya yogi illuminato».
Fra i suoi discepoli, Yogananda considerava Lynn il più avanzato spiritualmente. Fu così che nel 1951 gli conferì il nome religioso di Rajarsi Janakananda, contenente il significato di «beatitudine divina» (ananda) ottenuta in equilibrio con le proprie responsabilità mondane sull'esempio dell'antico re indiano Janaka.
Dopo la morte di Yogananda nel marzo 1952, Janakananda ne subentrò alla presidenza della Self-Realization Fellowship per tre anni, fino alla morte nel 1955, conducendola, secondo quanto riferiscono i suoi devoti, in pieno accordo spirituale col defunto maestro.